# عشقة جزائرية
عشقة جزائرية أو لبلاب جزائري (الاسم العلمي: Hedera algeriensis)، جنبة ليفية متسلقة دائمة الخضرة تنتمي إلى فصيلة الأرالية. موطنها سواحل شمال إفريقيا، بما في ذلك الجبال الساحلية في الجزائر.